# Színjátszólepke
A színjátszólepke (Apatura) a rovarok (Insecta) osztályának lepkék (Lepidoptera) rendjébe, ezen belül a tarkalepkefélék (Nymphalidae) családjába tartozó nem.
Nevüket onnan kapták, hogy a hímek szárnyai egy adott szögből élénk liláskéken csillannak be. Ezt nem valamilyen színanyag eredményezi, hanem a kék fény visszaverődése és a pikkelyek alatti kicsiny légkamrák – a szárny pigmentje valójában fekete-barna. A színváltás szerepe a védekezés és az ellenség megtévesztése. A nőstény szárnyán nincs ilyen csillogó réteg, ezért az kevésbé feltűnő.

## Rendszertani felosztása
A nembe az alábbi fajok tartoznak:
- Apatura ambica
- Apatura chevana
- Apatura fasciola
- kis színjátszólepke (Apatura ilia)
- nagy színjátszólepke (Apatura iris)
- Apatura laverna
- magyar színjátszólepke (Apatura metis)
- Apatura nycteis
- Apatura schrenckii
- Apatura sordida
- Apatura ulupi
- Apatura vietnamica